# Lunamaria Hawke
Pour les articles homonymes, voir Hawke.
Lunamaria Hawke est un personnage de l'anime Gundam Seed Destiny.
Elle est la sœur de Meyrin. Quand elle apprendra que sa sœur les a trahis elle se battra contre elle. Elle pilote un Gunner Zaku Warrior puis prendra les commandes l'Impulse gundam ultérieurement. Comme beaucoup de jeunes filles, elle essayera d'abord d'intéresser le célèbre Asran Zara, mais ce dernier ne répondant pas à son appel (lui étant déjà amoureux de Cagalli) elle aura plus tard une relation avec Shinn Asuka.